# Нежданов, Николай Васильевич
Николай Васильевич Нежданов — советский хозяйственный, государственный и политический деятель, Герой Социалистического Труда.

## Биография
Родился в 1919 году в деревне Усть-Повалихино. Член КПСС.
Участник Великой Отечественной войны, старший адъютант, заместитель командира 26-го отдельного моторизованного понтонно-мостового Краснознамённого ордена Александра Невского батальона. С 1946 года — на хозяйственной, общественной и политической работе. В 1946—1976 гг. — председатель колхоза «Строитель коммунизма» Великоустюгского района Вологодской области. 
Указом Президиума Верховного Совета СССР от 23 июня 1966 года присвоено звание Героя Социалистического Труда с вручением ордена Ленина и золотой медали «Серп и Молот».
Умер в 1977 году. 